# 팔미라 제국
팔미라 제국은 로마의 식민 도시 팔미라에서 일어나 로마 제국의 3세기의 위기 상황에서 제노비아 여제에 의해서 세워진 제국이다. 한때 시리아, 팔레스타인, 이집트 속주와 소아시아의 많은 부분을 지배했었다. 팔미라 제국의 공식적인 군주는 어린 와발라트였으나, 그의 어머니인 제노비아가 후견인으로서 섭정을 하여 실질적인 군주의 역할을 했다.

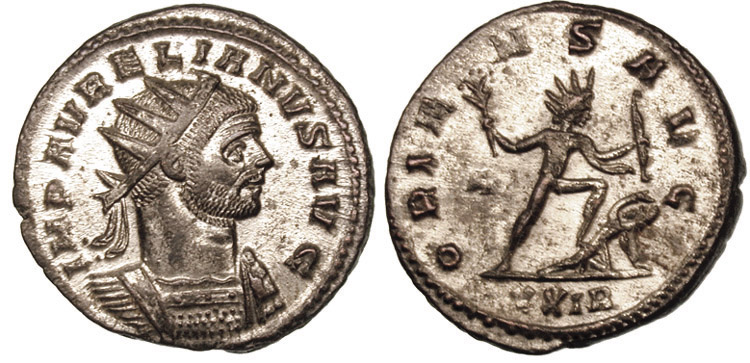
아우구스트의 떠오르는 해.

## 제국의 건설
로마 제국은 3세기에 이민족의 침입과 내란의 이중고를 겪는다. 이러한 위기는 황제인 발레리아누스가 사산조 페르시아와의 전쟁에서 포로로 잡힘으로서 최고조에 이른다. 이어서 황제에 오른 갈리에누스는 이 위기 상황을 타개하기 위해 동분서주한다. 제국의 동방이었던 소아시아에서 메소포타미아 지방에 이르는 지역에는 사막 유목 민족인 베두인족의 침입이 이어진다. 팔미라의 귀족으로 태어난 오데나투스는 자신의 군대를 이끌고 페르시아와의 전쟁에 참전하였으며, 발레리아누스 황제는 이러한 오데나투스를 정규 사령관에 임명한다. 황제가 납치된 이후에도 오데나투스는 페르시아군을 수차례 침착하게 물리쳤으며, 갈리에누스 황제는 이러한 그를 시리아와 팔레스타인 일대의 방위를 책임지는 동방 사령관에 임명한다. 260년부터 267년까지 동방을 훌륭하게 방위해 낸 오데나투스는 고트족에게 거둔 승리를 축하하는 잔치 석상에서 조카의 칼에 찔려 맏아들과 함께 죽는다. 오데나투스의 두 번째 부인이었던 제노비아는 그 자리에서 살인자를 살해하고 자신의 어린 아들인 와발라트를 남편의 후계자로 앉힌다. 그리고 스스로 후견인이 되어 실권을 장악한다. 오데나투스와 달리, 제노비아는 소아시아 동부의 카파도키아와 이집트까지 영향력을 넓혔다.

## 역대 황제
- 사실상 루키우스 셉티무스 오데나투스(260 - 267)
- 와빌라트(바빌라투스)(267 - 273)
  - 사실상 제노비아(264 - 273)

## 같이 보기
- 갈리아 제국